# Čierny Váh (Fluss)
Die Čierny Váh (deutsch Schwarze Waag, ungarisch Fekete-Vág) ist der längere von zwei Quellflüssen des slowakischen Flusses Waag in der historischen Region Liptau; streng genommen ist Čierny Váh eigentlich der Name des Waagoberlaufs (da die Čierny Váh länger ist als die Biely Váh).
Die Čierny Váh entspringt in der Niederen Tatra auf dem Hang des Kráľova hoľa und ist 39 km lang. Der Fluss befindet sich im Čiernovážska dolina (wörtlich Schwarze-Waag-Tal) und fließt am Anfang nordost- bis nordwärts bis zur Gemeinde Liptovská Teplička, danach in westlicher Richtung. Das Tal bildet außerdem die Grenze zwischen der Niederen Tatra und den Kozie chrbty. Im Flusslauf befindet sich ein gleichnamiger Stausee Čierny Váh mit einem Wasserkraftwerk (slow. vodná nádrž Čierny Váh). Die einzigen Gemeinden am Fluss sind Liptovská Teplička und Kráľova Lehota mit dem nach dem Fluss benannten Ort Čierny Váh.